# غار چناران
غار چناران مربوط به عصر مس - دوران‌های تاریخی پس از اسلام است و در شهرستان هرسین، روستای چناران واقع شده و این اثر در تاریخ ۱۰ دی ۱۳۸۱ با شمارهٔ ثبت ۶۸۸۲ به‌عنوان یکی از آثار ملی ایران به ثبت رسیده است.